# Nová vlna (film)
Nová vlna (v originále Nouvelle Vague) je francouzsko-švýcarský hraný film z roku 1990, který režíroval Jean-Luc Godard podle vlastního scénáře. Snímek měl světovou premiéru na filmovém festivalu v Cannes dne 18. května 1990.
Všechny dialogy i komentáře ve filmu jsou citacemi různých autorů jako Georges Bataille, Raymond Chandler, Fjodora Dostojevskij, William Faulkner, André Gide, Ernest Hemingway, Karl Marx, Arthur Rimbaud, Jean-Jacques Rousseau, Arthur Schnitzler, Mary Shelleyová nebo Dante Alighieri.

## Děj
Bohatá, krásná, aktivní žena srazí muže na silnici. Přivede ho domů, postará se o něj, ubytuje ho ve svém luxusním domě na břehu Ženevského jezera. Tichý muž se zabydluje v jejím životě a stává se pro ni jakýmsi protějškem její přehnané aktivity. Jeho odtažitost ji ale dráždí a při vyjížďce uprostřed jezera ho shodí do vody a nechá ho utopit. Po nějaké době se objeví jiný muž s podobnou vizáží. Říká, že je jeho bratr a ví o vraždě. Výměnou za mlčení získá vedení v jedné z firem ženy. Tentokrát je to aktivní, autoritářský muž. Stanou se z nich milenci, ale nyní je to on, kdo je dominantní. Scéna se opakuje. Vyjedou si lodí po jezeře, ale tentokrát ona spadne do vody a začne se topit.

## Obsazení
| Alain Delon          | Roger Lennox / Richard Lennox  |
| Domiziana Giordanová | Elena Torlato-Favrini          |
| Roland Amstutz       | Jules, zahradník               |
| Laurence Côte        | Cécile, vychovatelka           |
| Jacques Dacqmine     | generální ředitel              |
| Christophe Odent     | Raoul Dorfman, advokát         |
| Laurence Guerre      | Della, sekretářka              |
| Joseph Lisbona       | doktor Parker                  |
| Laure Killing        | Dorothy Parker, doktorova žena |